# Aterpogon
Aterpogon is een vliegengeslacht uit de familie van de roofvliegen (Asilidae).

## Soorten
- A. cyrtopogonoides Hardy, 1930